# Arremonops
Genre
Arremonops est un genre de passereaux de la famille des Passerellidae.

## Liste d'espèces
D'après la classification de référence du Congrès ornithologique international (ordre phylogénique) :
- Arremonops rufivirgatus (Lawrence, 1851) - Tohi olive
- Arremonops tocuyensis Todd, 1912 - Tohi de Tocuyo
- Arremonops chloronotus (Salvin, 1861) - Tohi à dos vert
- Arremonops conirostris (Bonaparte, 1850) - Tohi ligné